# Unruhen in North East Delhi
Die Unruhen in North East Delhi begannen am 24. Februar 2020 im Distrikt North East Delhi, einem Teil der indischen Megastadt Delhi. Bei einer Reihe von gewalttätigen Vorfällen wurden 24 Menschen getötet und rund 189 verletzt. Später wurde die Zahl der Toten auf 53 korrigiert, davon waren zwei Drittel Moslems.
Die Ursprünge der Unruhen sind Proteste gegen die Gesetze des Citizenship Amendment Act, des National Register of Citizens (NRC) und des National Population Register (NPR).